# 양장 (작가)

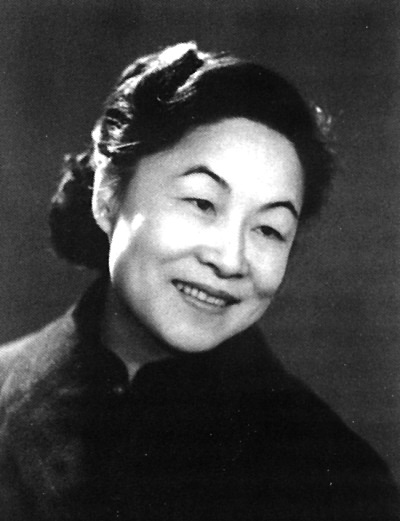
양장 (1962년)

양장(중국어 간체자: 杨绛, 정체자: 楊絳, 병음: Yáng Jiàng, 1911년 7월 17일 ~ 2016년 5월 25일)은 중화인민공화국의 극작가, 번역가, 작가이다. 첸중수의 부인이며 미겔 데 세르반테스의 소설 《돈 키호테》를 중국어 번역하여 출판한 것으로 잘 알려져 있다.